# Мистецтво навчати. Як підготувати дитину до реального життя
Мистецтво навчати. Як підготувати дитину до реального життя (англ. Most Likely to Succeed: Preparing Our Kids for the Innovation Era by Tony Wagner, Ted Dintersmith) - книжка авторів Теда Дінтерсміта - партнера Charles River Ventures, та Тоні Вагнера - резидента Інноваційної лабораторії при Гарвардському університеті. Вперше опублікована в 2015 році. 

## Переклад українською
- Дінтерсміт Тед, Вагнер Тоні. Мистецтво навчати. Як підготувати дитину до реального життя / пер. Надія Борис. К.: Наш Формат, 2017. —  312 с. — ISBN 978-617-7279-45-6